# Alldays & Onions
Alldays & Onions fue un fabricante de  automóviles, motocicletas y tractores británico, operativo desde 1898 hasta 1918. Sus coches se vendían bajo el nombre de Alldays.
La compañía también fabricó uno de los primeros tractores construidos en el Reino Unido, el "Tractor de propósito general Alldays".

## Historia

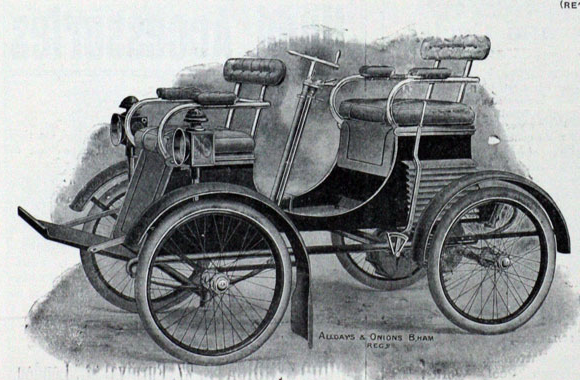
Alldays Traveller (1901)

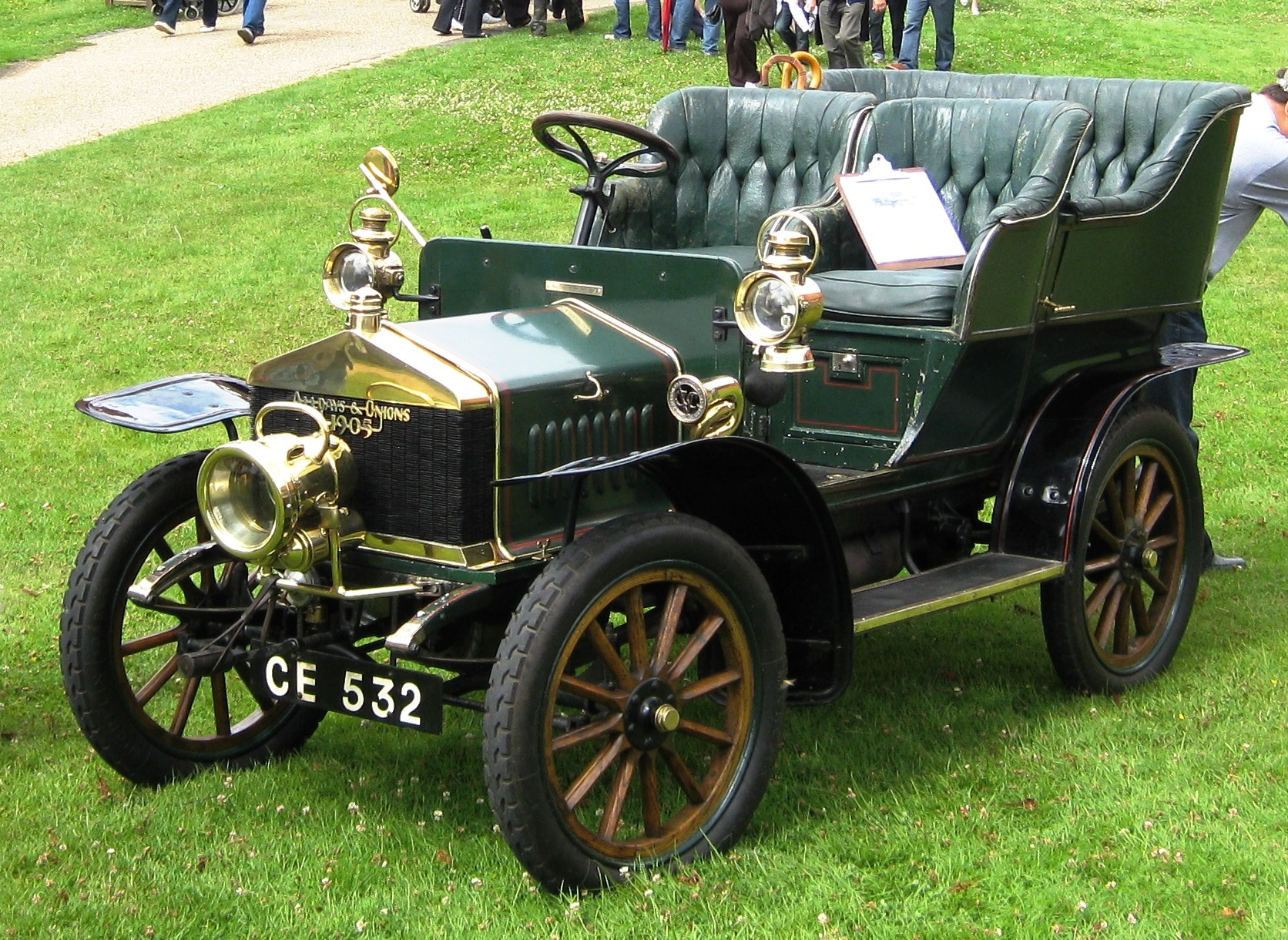
Alldays & Onions (1905)

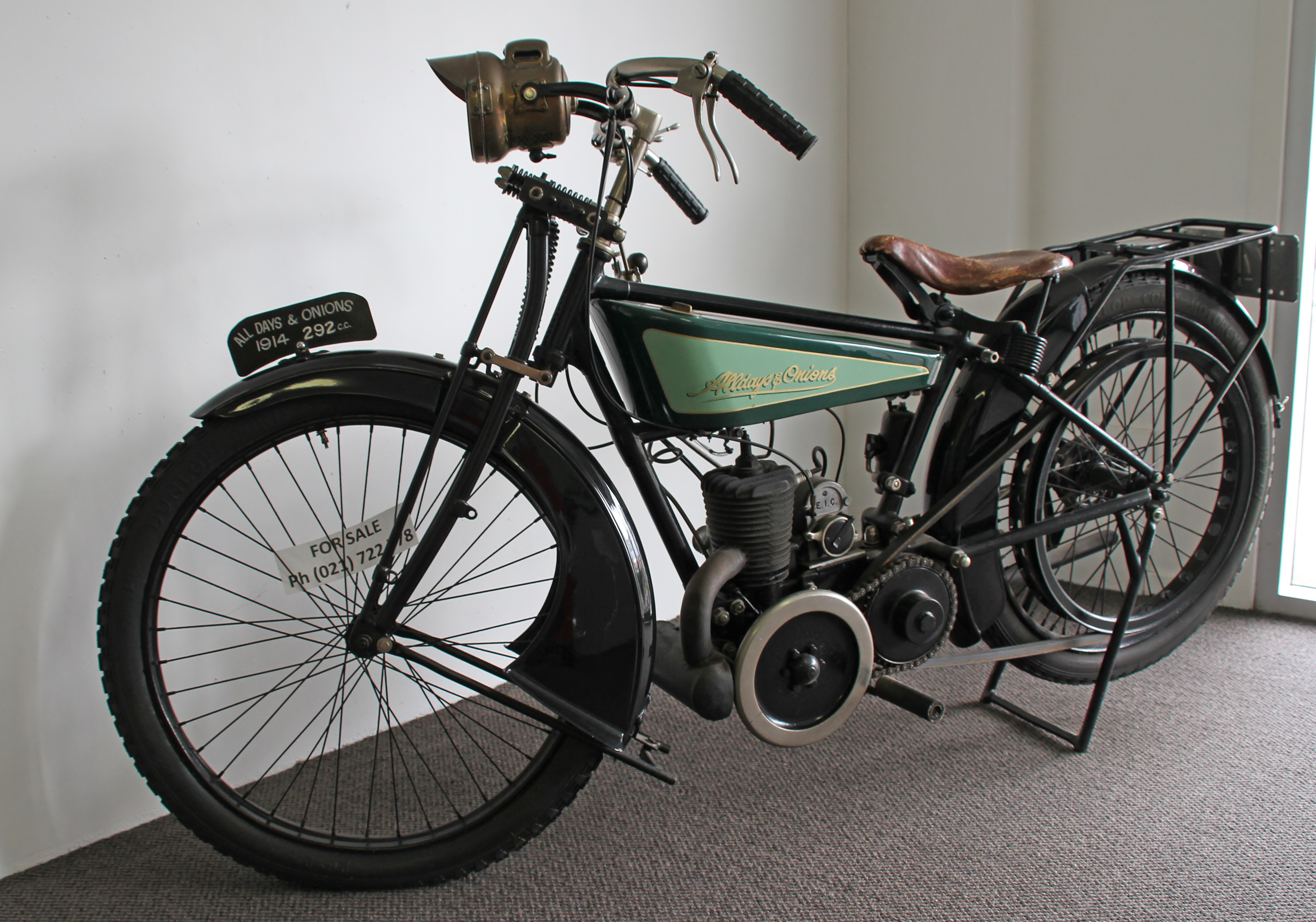
Motocicleta Alldays & Onions de 292cc (1914)

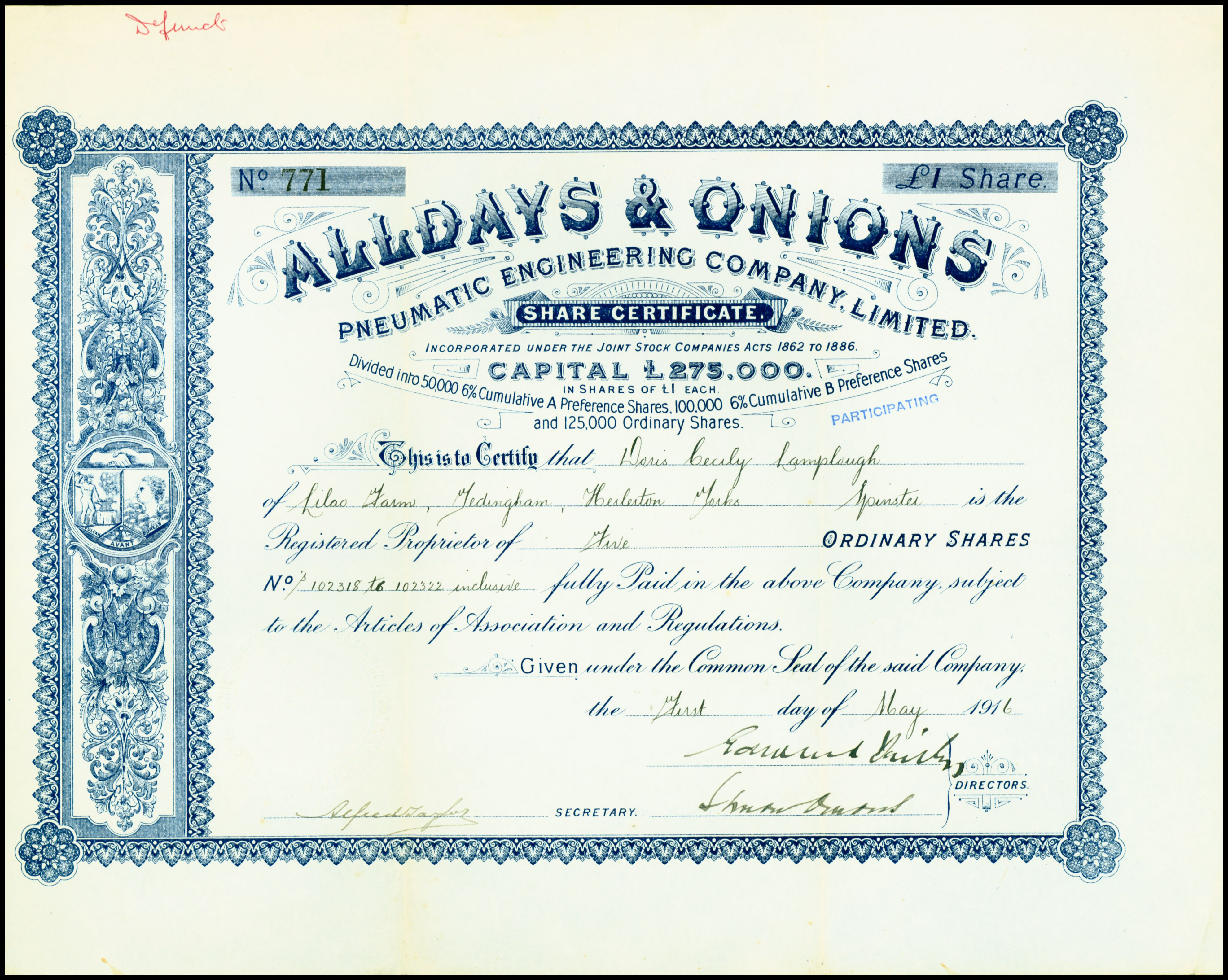
Participación de Alldays & Onions Pneumatic Engineering Co Limited, fechada en 1916

La Alldays & Onions Pneumatic Engineering Co. de Birmingham, fue una empresa fundada en 1889 por la fusión de dos antiguas compañías de ingeniería mecánica, las ya establecidas Onions (fundada por John Onions en 1650) y William Allday & Co. (fundada por William Allday en 1720), conocidas por sus equipos de ingeniería y herrajes. Como muchas de estas compañías de aquella época, la nueva empresa inició la fabricación de bicicletas, comercializando una gama de modelos con el nombre de Alldays. En 1903 comenzaron a fabricar motocicletas con el nombre de Alldays-Matchless (sin conexión alguna con la compañía con sede en Londres Matchless). El nombre se cambió a Allon en 1915, presumiblemente después de algún tipo de acuerdo entre ambas empresas. La fabricación de estas motocicletas continuó hasta 1927.
En 1898, la compañía produjo su primer automóvil, el Traveler, un cuatriciclo con modelos tanto comerciales como para el público en general. El eje trasero carecía de suspensión, y era impulsado por un motor monocilíndrico De Dion de 4 CV. Sin embargo, la producción en serie no comenzó hasta 1903-1904 con el modelo 7 CV. También se fabricaron vehículos comerciales más grandes de hasta 5 toneladas en los años anteriores a la Primera Guerra Mundial, que prestaron servicio durante el conflicto.
La compañía alcanzó el éxito comercial con sus automóviles con motores de válvulas laterales de dos cilindros verticales de 1.6 litros 10/12, que se fabricaron desde 1905 hasta 1913. Fue popular entre los conductores comerciales y logró buenos resultados en carreras y pruebas de ascenso de la época. Un 16 hp de 4 cilindros se unió a la línea en 1906, y en 1908, se adquirió la Enfield Autocar Co. Poco después, se racionalizó la gama, y la mayoría de los modelos se vendieron con ambas marcas. La contribución de Alldays a la nueva gama fueron los bien establecidos coches con motores de dos y de cuatro cilindros que generaban 14 y 20 hp, siempre con eje de transmisión rígido. Desde 1911 a 1914 se incluyó un motor de seis cilindros de 30/35 Cv;los arrancadores de aire comprimido fueron opcionales en 1911. En 1913, se introdujo el autociclo Midget con un motor de dos cilindros en V de 990 cc, con refrigeración por aire y transmisión por barra, que se vendía a 138 libras y 10 chelines. Una versión de 1100 cc de 4 cilindros con un radiador de frontal redondeado apareció en 1914, y se hizo popular al precio de 175 libras. Los motores de cuatro cilindros de válvulas laterales de 12/14, 16/20 y 25/30 CV se instalaron en las ofertas inmediatamente antes de la guerra.
La fusión en 1908 de Alldays & Onions con la Enfield Autocar Company, que se había formado para hacerse cargo de los intereses de Enfield Cycle Company para la fabricación de automóviles, fue de corta duración. Se produjeron automóviles llamados Enfield-Allday hasta 1925.

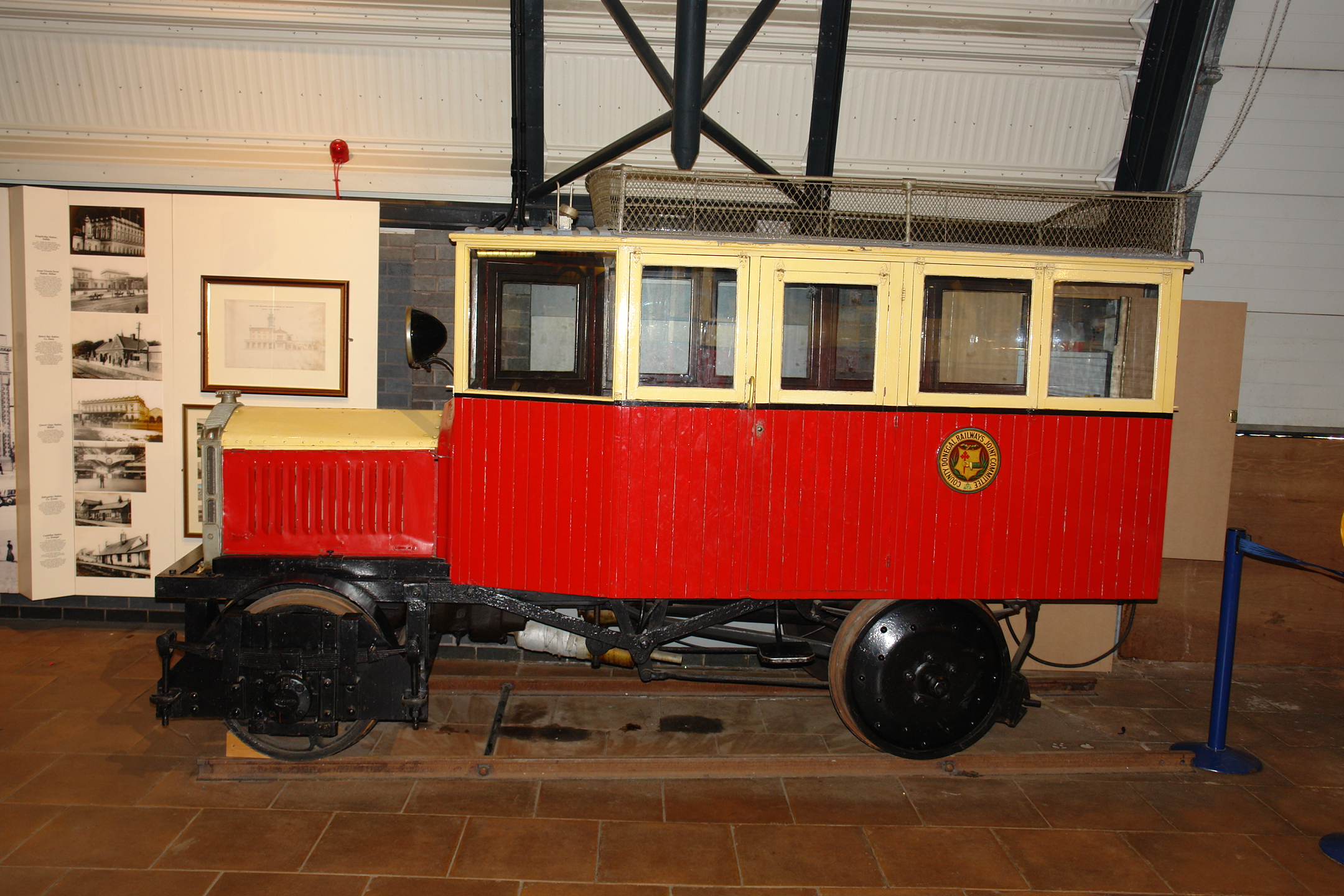
Museo del Transporte del Ulster, Cultra, County Donega Railways Joint Committee Railcar No 1 (03)

## Principales modelos de coches
| Año       | Modelo      | Motor                                                | Notas |
| --------- | ----------- | ---------------------------------------------------- | --- |
| 1898–1904 | Traveller   | 4 hp De Dion monocilíndrico 500 cc                   | Tipo cuadriciclo. Dos plazas - pasajero delante del conductor. Manillar de dirección. Sin "suspensión" trasera. |
| 1903–1908 | 7           | Bicilíndrico plano 7 hp                              | Con motor trasero. Cuatro plazas. Aunque no se puso en producción hasta 1903, este automóvil se había exhibido en realidad en el Salón Nacional de 1900. Descrito como "de nueva construcción" con una transmisión mixta de eje, engranaje y correa, combinada con gran ineficiencia. |
| 1903–1907 | 7 and 8     | 6.5 hp monocilíndricos de 7 CV y 8 CV.               | Transmisión por barra |
| 1905–1913 | 10/12       | 1611 cc bicilíndrico                                 | Caja de engranajes de tres (inicialmente) o cuatro velocidades. Transmisión por barra. Versión camioneta desde 1906. |
| 1906      | 16          | 3402 cc dos bloques de fundición y cuatro cilindros. | |
| 1906–1911 | 20/25       | 3261 cc cuatro cilindros                             | Chasis con transmisión por cadena también usado para un vehículo comercial de 1 tonelada. |
| 1908–1912 | 14/18       | 2500 cc cuatro cilindros.                            | |
| 1911–     | Expressodel | 7/8 hp                                               | Triciclo de carga. Transmisión por cadena. |
| 1911–1914 | 30/35       | 4891 cc seis cilindros                               | Arranque por aire comprimido desde 1911. |
| 1912–1916 | 12/14       | 2174 cc cuatro cilindros.                            | |
| 1912–1916 | 16/20       | 3012 cc cuatro cilindros.                            | |
| 1912–1916 | 25/30       | 4082 cc cuatro cilindros.                            | Chasis con transmisión por cadena también usado para un vehículo comercial de 2 toneladas. |
| 1913–1914 | Midget      | 990 cc V-2                                           | Autociclo. Versión de carga en 1912. |
| 1914      | 8/10        | 1094 cc cuatro cilindros.                            | Radiador redondeado. |

## Modelos de tractor

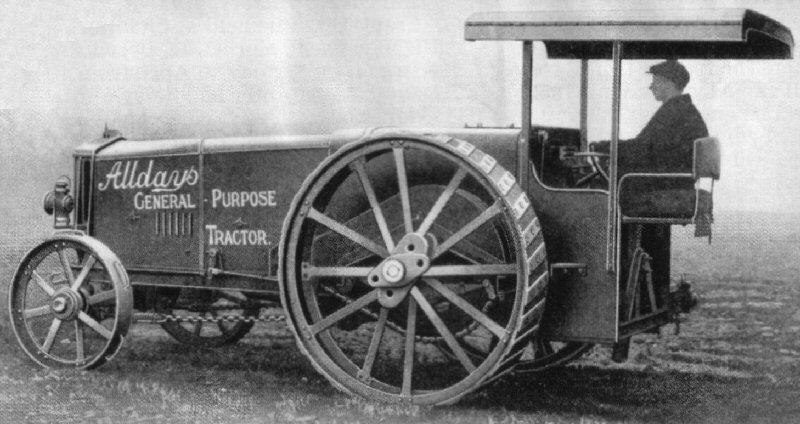
Alldays General Purpose Tractor (1917–1918)

- Alldays General Purpose Tractor: solo un par de unidades sobreviven en el Reino Unido de este modelo inicial de motor de combustión interna.[2] El tractor tenía características avanzadas, como ejes con muelles, motor cerrado y una cubierta básica para el operador.